# Instituto de Pesquisas Tecnológicas do Estado de São Paulo
O Instituto de Pesquisas Tecnológicas do Estado de São Paulo (IPT) foi fundado em 1899 como Gabinete de Resistência dos Materiais da Escola Politécnica da Universidade de São Paulo. Localiza-se dentro da Cidade Universitária Armando de Salles Oliveira, na cidade de São Paulo, e está presente em Franca, São José dos Campos, Piracicaba, Manaus. Possui mais de 125 anos de atuação nas áreas de pesquisa, educação e tecnologia e é uma das maiores instituições de pesquisa científica e de desenvolvimento tecnológico do país.
É vinculado a Secretaria de Ciência, Tecnologia e Inovação do Estado de São Paulo e oferece apoio tecnológico à indústria e às políticas públicas.
Por meio de oito unidades de negócios e 3 núcleos, atua de forma multidisciplinar, contemplando os mais diversos segmentos como energia, transportes, petróleo & gás, meio ambiente, construção civil, cidades, saúde e segurança.
É referência nacional na área metrológica, com diversos laboratórios acreditados pelo Cgcre/Inmetro.
O ano de 2020 marcou o início das operações do IPT Open, que é a pedra fundamental do projeto CITI - Centro Internacional de Tecnologia e Inovação, cujo foco é o desenvolvimento e a aplicação de tecnologias de alta intensidade (hardtech). O IPT Open é, assim, a primeira ação do governo paulista para a criação de um verdadeiro “Vale do Silício” brasileiro na capital do estado.
Mais moderno e integrado, sintonizado com as oportunidades e demandas de desenvolvimento tecnológico e preparado para ser um elo qualificado entre universidades, centros de pesquisa e setor empresarial, o IPT mantém seu papel colaborativo no desenvolvimento do país.

## Unidades de Negócios

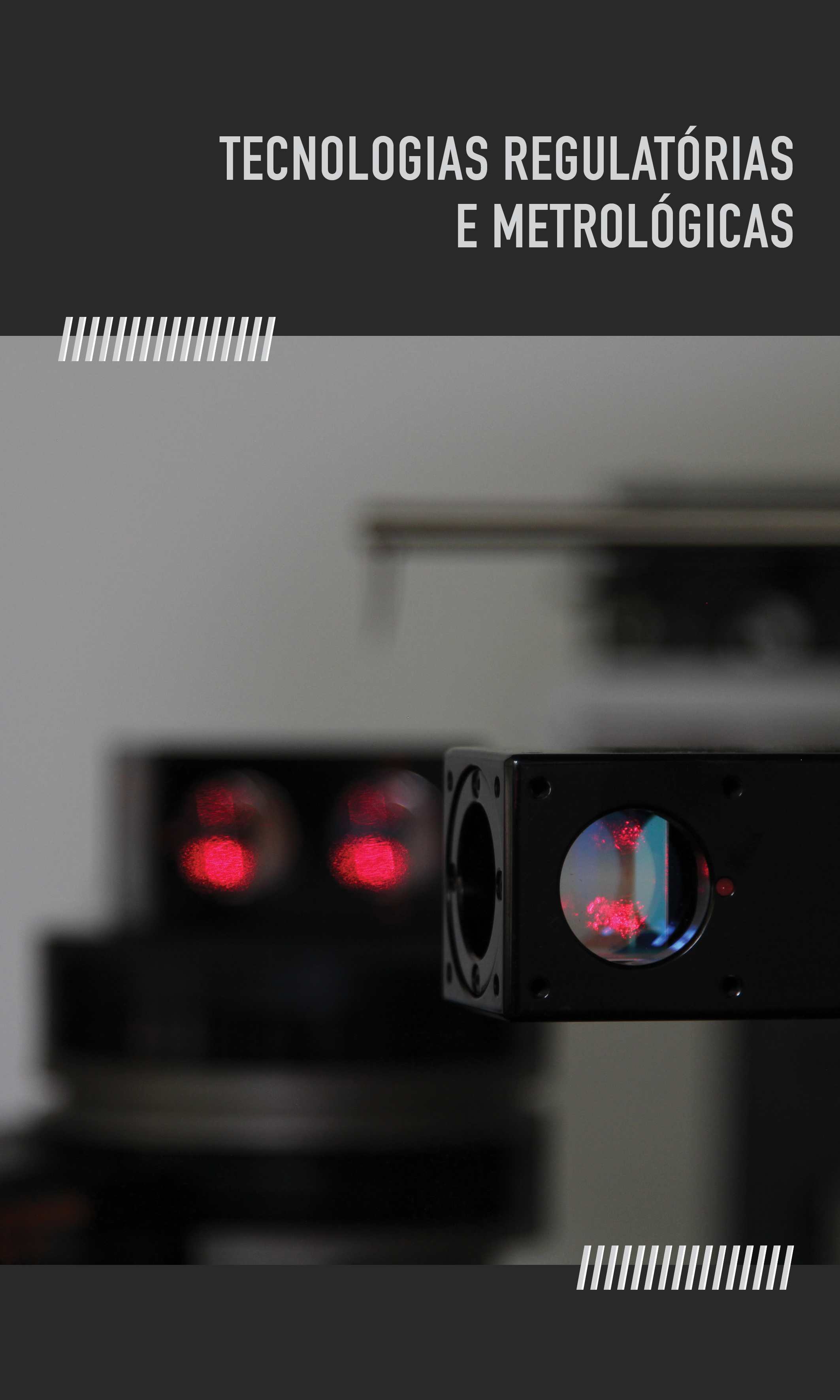
Detalhe do posicionamento do retrorefletor angular do sistema laser de medição na calibração de eixos rotativos

Bionanomanufatura (BIONANO)

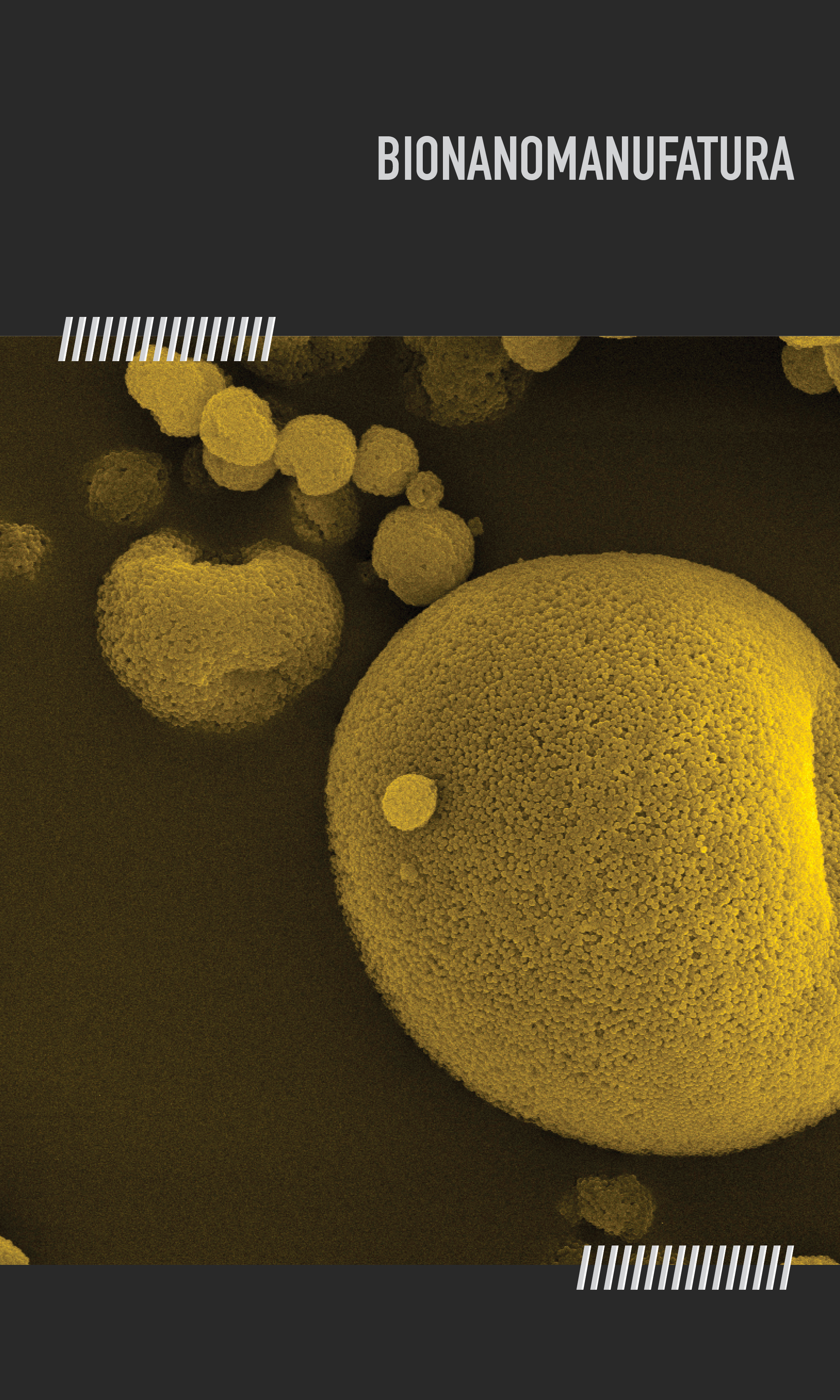
Micrografia de partículas poliméricas nanoestruturadas obtidas por spray drying - secagem por aspersão

Um dos grandes desafios do século consiste no desenvolvimento de novos produtos e processos industriais que atendam aos princípios de sustentabilidade, abrangendo os aspectos social, econômico e ambiental.
As plataformas tecnológicas de biotecnologia, nanotecnologia e microtecnologia são chave para promover o desenvolvimento sustentável, garantindo vantagem competitiva às empresas. Estas plataformas são as bases da Bionanomanufatura.
A multidisciplinaridade destas plataformas possibilita a realização de soluções tecnológicas integradas.
A nanotecnologia traz novas possibilidades à ciência e ao desenvolvimento tecnológico, com a redução de escala de tempo e tamanho, permitindo intensificação de processos químicos, físicos e biológicos, além de aumento da qualidade e funcionalidades dos produtos.
Processos biotecnológicos oferecem a grande vantagem de serem menos nocivos ao meio ambiente, consumindo menos energia e favorecendo o uso de matérias primas renováveis.
Avanços dos processos de micromanufatura possibilitam a aplicação de nanotecnologia no desenvolvimento de biossensores nas áreas de saúde e ambiental, microrreatores para a química, técnicas analíticas convencionais miniaturizadas, MEMS, NEMS, dentre outras.
Conta com quatro laboratórios:
- Laboratório de Processos Químicos e Tecnologia de Partículas - LPP
- Laboratório de Micromanufatura – LMI
- Laboratório de Biotecnologia Industrial – LBI
- Laboratório de Química e Manufaturados – LQMDetalhe do posicionamento do retrorefletor angular do sistema laser de medição na calibração de eixos rotativos

### Tecnologias Regulatórias e Metrológicas (TRM)
Integra as competências do IPT em metrologia, oferecendo serviços tecnológicos e projetos de P&D que abrangem desde serviços de calibração de medidores e ensaios de equipamentos até a solução de problemas metrológicos complexos.
Conta com quatro laboratórios e uma seção:
- Laboratório de Metrologia Mecânica – LMM
- Laboratório de Metrologia Elétrica – LME
- Laboratório de Referências Metrológicas  - LRM
- Laboratório de Vazão – LV

### Tecnologias Digitais (TD)
Alinhada às demandas da sociedade por mais conectividade, mobilidade e processos automatizados com agentes de Inteligência, a Unidade de Negócio Tecnologias Digitais promove a transformação digital por meio do desenvolvimento de soluções inteligentes de Tecnologia da Informação e Comunicações (TIC), com foco no aumento da competitividade das empresas e da qualidade de vida da população.

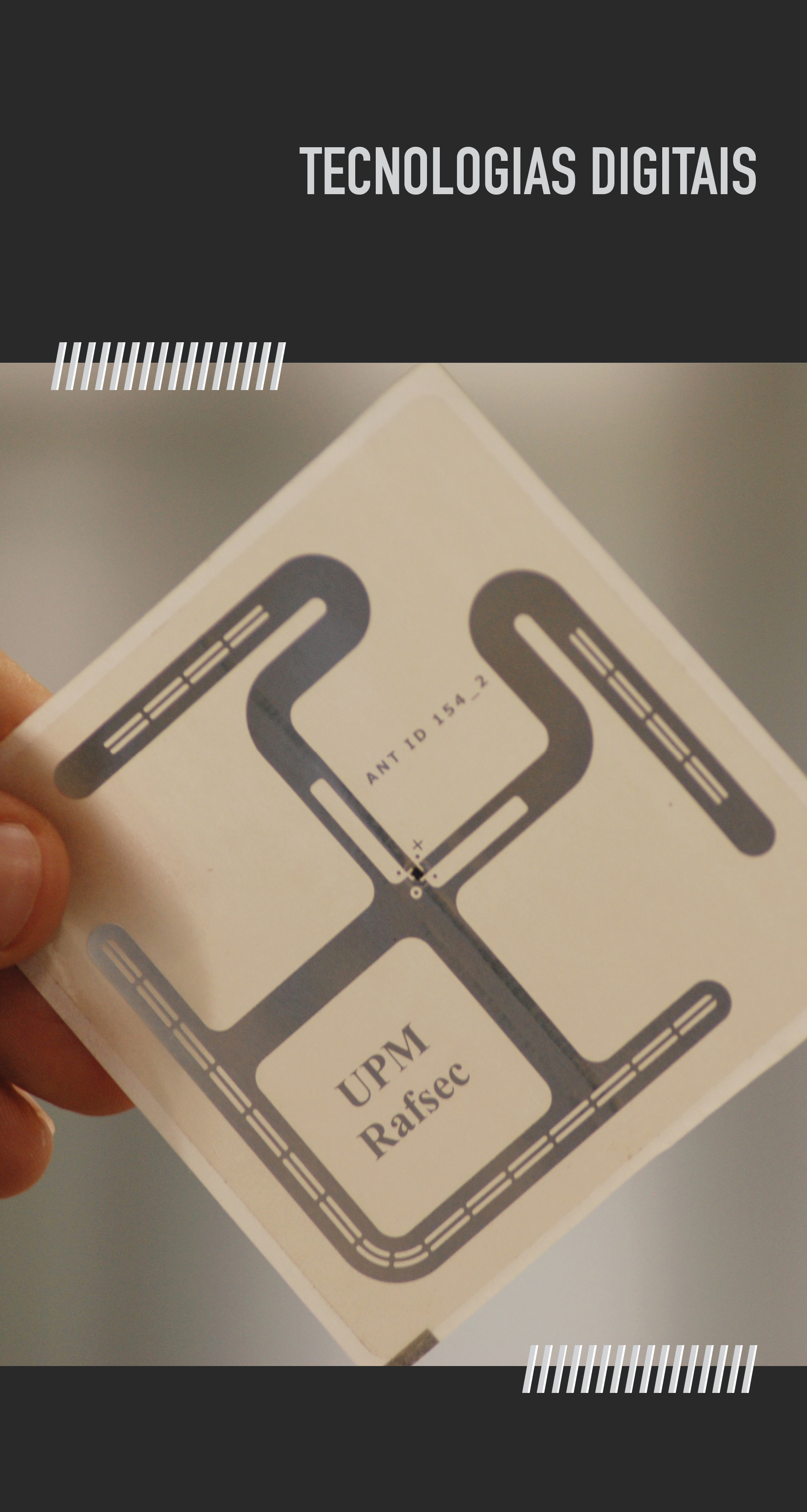
RFID

As três linhas de atuação da unidade são: Internet das Coisas e Sistemas Embarcados; Engenharia de Software e Transportes Inteligentes, e Inteligência Artificial e Analytics. Entrega inovação integrada ao conhecimento multidisciplinar do IPT, incluindo parcerias com universidades nacionais e internacionais, além de uma forte integração com comunidade técnica.
Trata-se de uma unidade reconhecida e credenciada por entidades de classe e do governo, seja na entrega de soluções tecnológicas ou na emissão de relatórios, pareceres e laudos técnicos, incluindo a certificação de soluções de TIC. É reconhecida e habilitada pelo Comitê de área de Tecnologia do Ministério da Ciência, Tecnologia e Inovações para a execução de atividades de pesquisa e desenvolvimento dentro da Lei de Informática.
Conta com duas seções:
- Seção de Internet das Coisas e Sistemas Embarcados
- Seção de Inteligência Artificial e Analytics- SIAA
- Seção de Engenharia de Software e Transportes Inteligentes - SESTI

### Cidades, Infraestrutura e Meio Ambiente (CIMA)
As cidades são a maior intervenção humana em nosso meio, compondo um cenário ambiental único que abriga por volta de 80% da população mundial. Essa intervenção traz consigo oportunidades, prosperidade e bem-estar para muitos de seus habitantes, mas gera também grandes desequilíbrios sociais, econômicos e ambientais. Estes problemas precisam ser entendidos e gerenciados, já que podem resultar em altos custos financeiros e sociais tanto para a área de políticas públicas, como para os negócios privados.

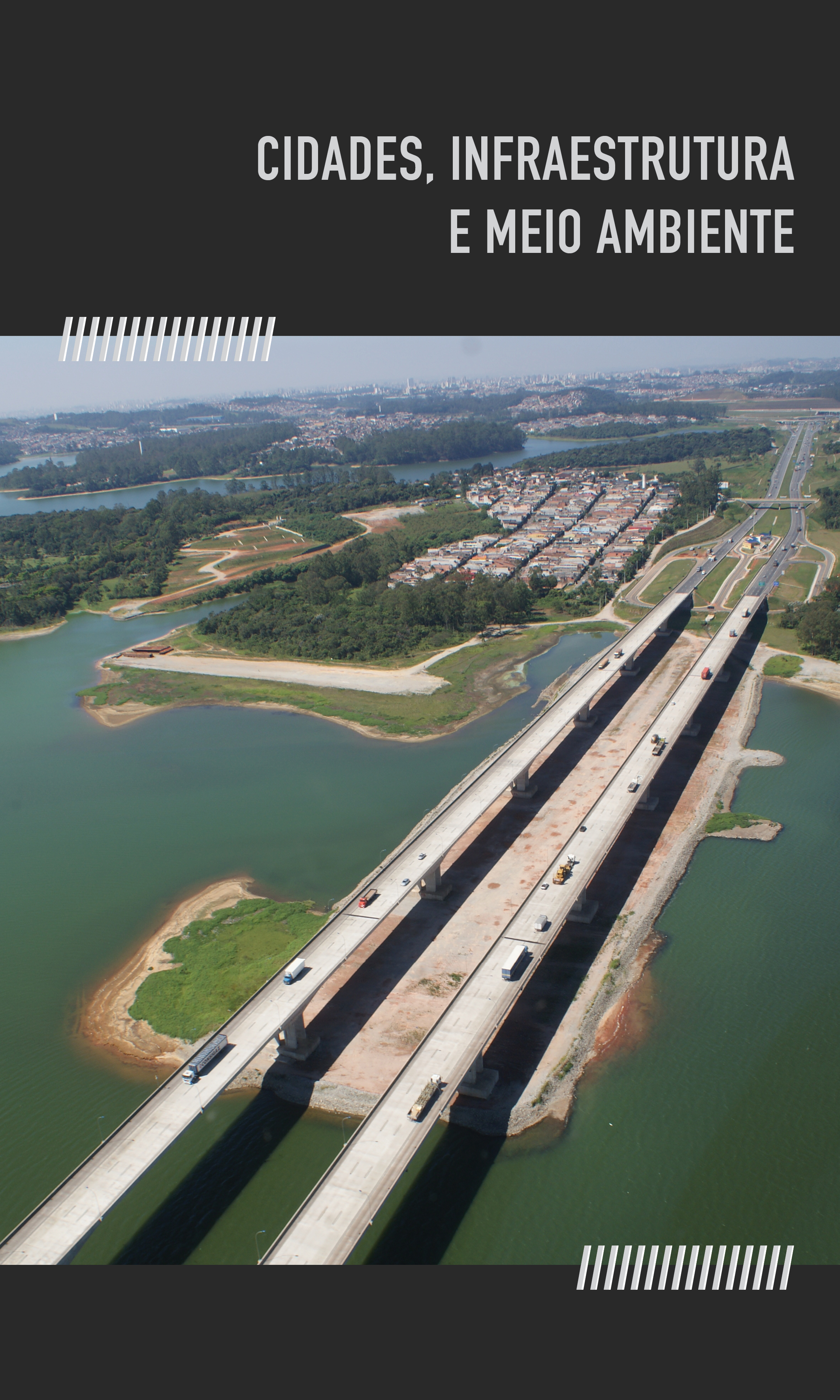
Prevenção e controle dos impactos ambientais em mananciais, simultaneamente à proposição de medidas mitigadoras para recuperação de áreas afetadas, no entorno do Trecho Sul do Rodoanel

É necessário que gestores públicos e privados tenham um bom conhecimento sobre a natureza técnica e as causas dos seus problemas ambientais e de infraestrutura urbana, estando bem capacitados no entendimento do problema e, assim, enfrentá-lo de maneira rápida, objetiva e com a maior redução de custo possível. Esse é o principal objetivo da área, oferecendo soluções tecnológicas e P&D embasados em conceitos de sustentabilidade que envolvem, em amplo senso, as cidades, toda a infraestrutura presente e o meio ambiente que as cerca em escala urbana e rural.
A área conta com uma equipe especializada e multidisciplinar que atua de modo integrado na concepção, modelação de propostas, validação de métodos, desenvolvimento e aplicação de soluções tecnológicas, sempre prezando pela idoneidade, imparcialidade e qualidade técnica no atendimento de demandas dirigidas aos setores público e privado.
Conta com três seções:
- Seção de Planejamento Territorial, Recursos Hídricos, Saneamento e Florestas - SPRSF
- Seção de Obras Civis - SOC
- Seção de Investigações, Riscos e Gerenciamento Ambiental - SIRGA

### Materiais Avançados (MA)
O tema ‘Materiais Avançados’ é naturalmente associado à agregação de valor e está diretamente ligado ao uso de novos materiais e melhoramento de processos, cujo resultado seja convertido em melhoria das propriedades físicas e químicas dos materiais tradicionais, criação de propriedades funcionais, bem como o seu potencial de reciclagem e de conversão em matéria-prima secundária.

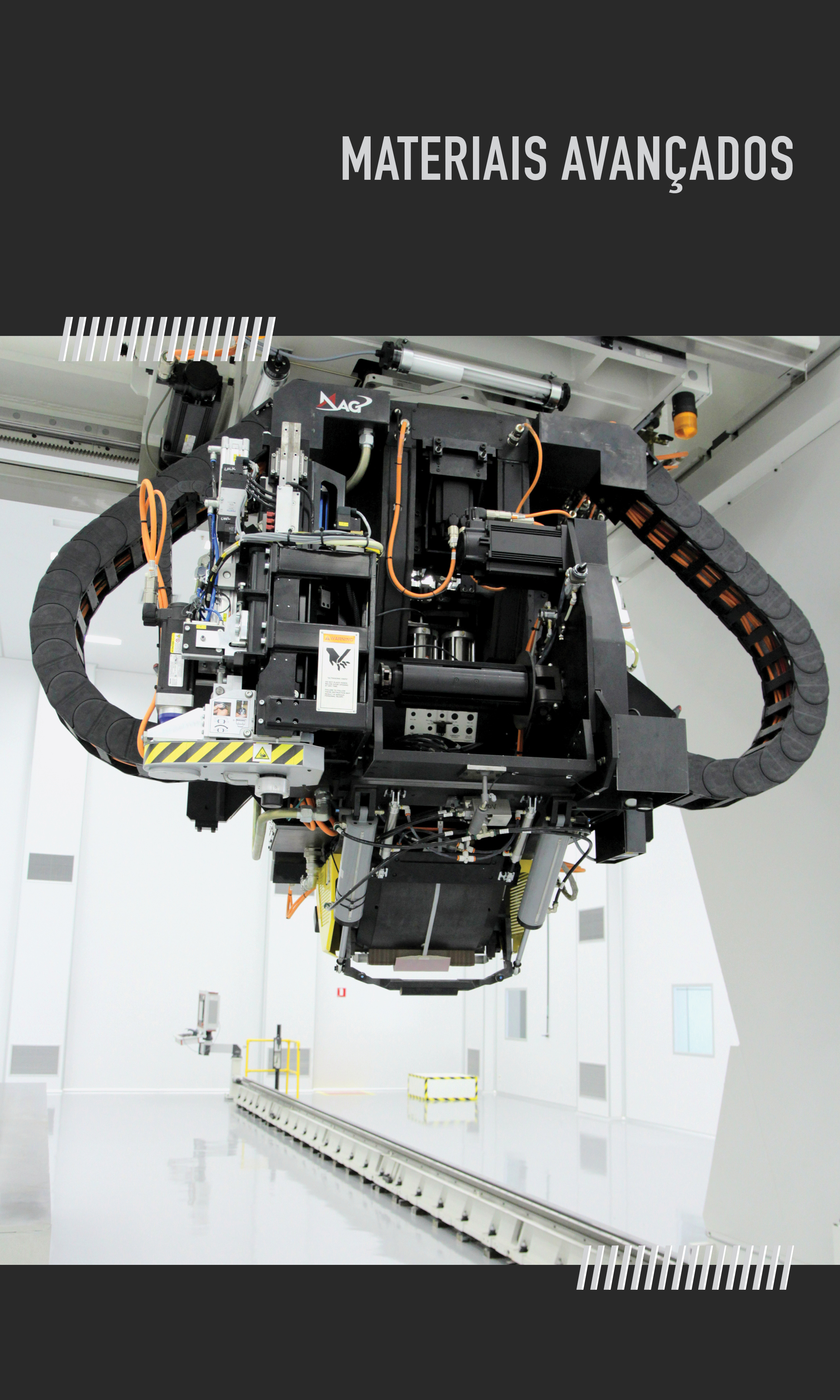
Máquina de deposição de fitas

Alinhada à tendência mundial, a Unidade de Negócios Materiais Avançados está estruturada para apoiar o mercado no desenvolvimento de materiais ou modificações, melhoria de propriedades, otimizações e concepção de processos produtivos ou seleção inteligente de novos materiais, possibilitando novas funcionalidades que aumentem a competitividade dos materiais tradicionais e que resultem em menor impacto ambiental.
Com uma atuação em materiais que remonta à sua própria fundação e, por ser uma Unidade Embrapii no tema Materiais de Alto Desempenho desde 2012, os resultados dessas atividades no Instituto materializam-se em inovações, melhorias incrementais e disruptivas em processos e produtos de empresas, com destaque para os setores de mineração, siderurgia, óleo e gás, papel e celulose, energia e automotivo.
Conta com quatro laboratórios:
- Laboratório de Processos Metalúrgicos – LPM
- Laboratório de Corrosão e Proteção – LCP
- Laboratório de Estruturas Leves - LEL
- Laboratório de Celulose, Papel e Embalagem - LCPE

### Energia (EN)

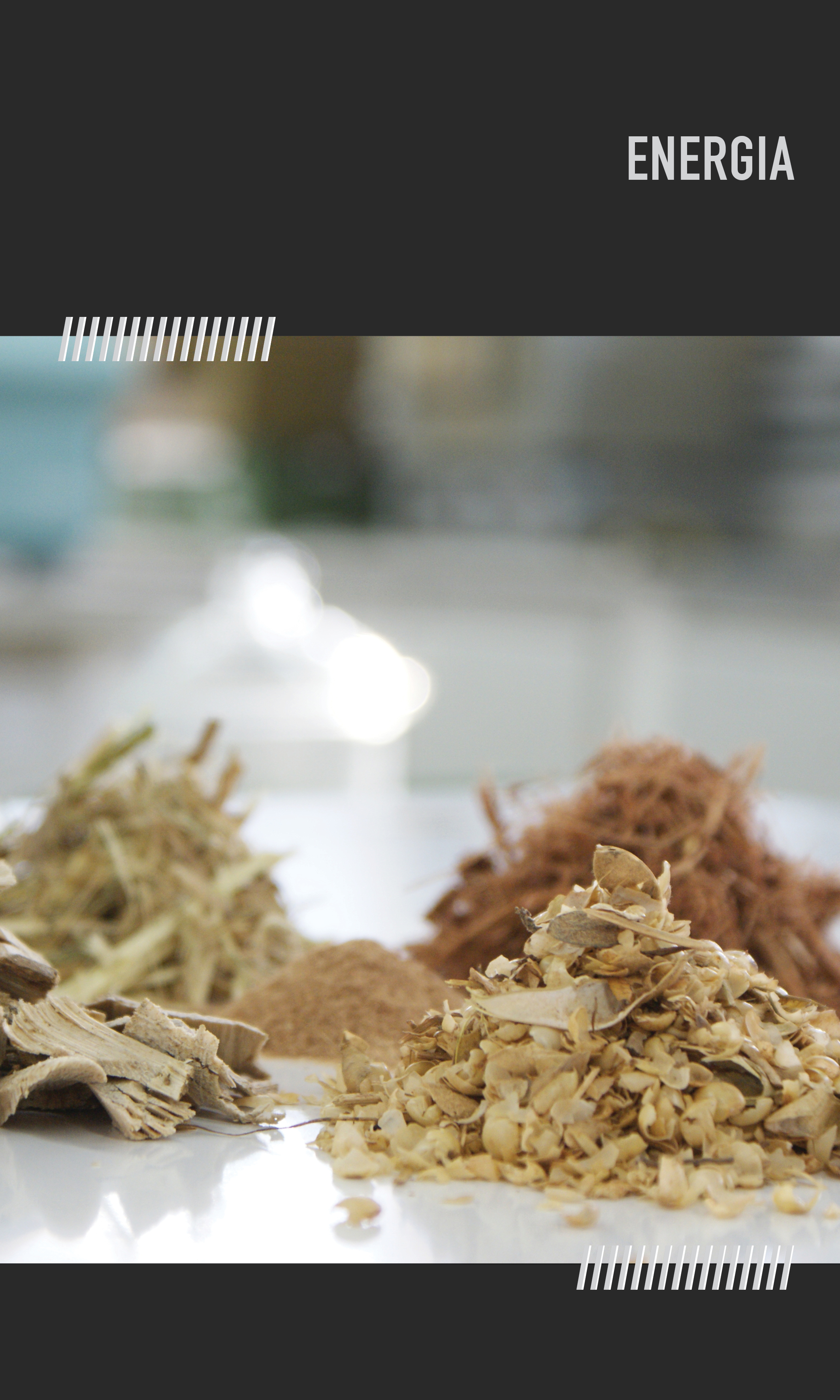
Matéria orgânica obtida através de vegetais lenhosos e não lenhosos, além de resíduos agrícolas, urbanos e industriais. Pode ser queimada diretamente para produzir eletricidade ou calor e ser utilizada também na produção de combustíveis sólidos, líquidos ou gasosos por meio de tecnologias de conversão.

Há mais de 50 anos o IPT desempenha um importante papel na área de energia no Brasil. Desenvolve soluções tecnológicas que aumentam a segurança e a eficiência energética, reduzem emissões e melhoram a eficácia de custos, a aplicação e a funcionalidade de projetos, produtos, serviços e instalações industriais. Atuou em importantes projetos estratégicos para o Brasil, como o desenvolvimento de motores a etanol durante o programa Proálcool na década de 1970 e 1980 e na elaboração de especificações do biodiesel para o Programa Nacional de Produção e Uso de Biodiesel em 2004.
Usando técnicas avançadas de engenharia, oferece suporte técnico ao desenvolvimento de produtos e projetos tecnicamente competitivos, incorporando tecnologias apropriadas e utilizando técnicas avançadas de modelagem, simulação e experimentação. Suas atividades e serviços abrangem todo o ciclo de vida de produtos e instalações, desde a pesquisa, projeto, modelagem, prototipagem e testes até o fim de sua vida útil.
Possui equipe altamente qualificada e infraestrutura laboratorial para executar soluções relacionados à geração, à transmissão, à distribuição e à utilização de energia, principalmente para os setores de óleo e gás, agronegócios, transportes, máquinas e equipamentos.
Conta com três laboratórios:
- Laboratório de Usos Finais e Gestão de Energia - LGE
- Laboratório de Infraestrutura em Energia - LInE
- Laboratório de Bioenergia e Eficiência Energética - LBE

### Habitação e Edificações (HE)
A grande maioria das atividades realizadas pelo ser humano se dá no interior de edificações. Produzir espaços confortáveis, seguros e sustentáveis em grande volume, de maneira eficiente e com custos competitivos, são os desafios que o setor enfrenta, principalmente quando se trata de habitações. A área de Habitações e Edificações do IPT está preparada e direcionada para apoiar os seus clientes a vencer esses desafios.

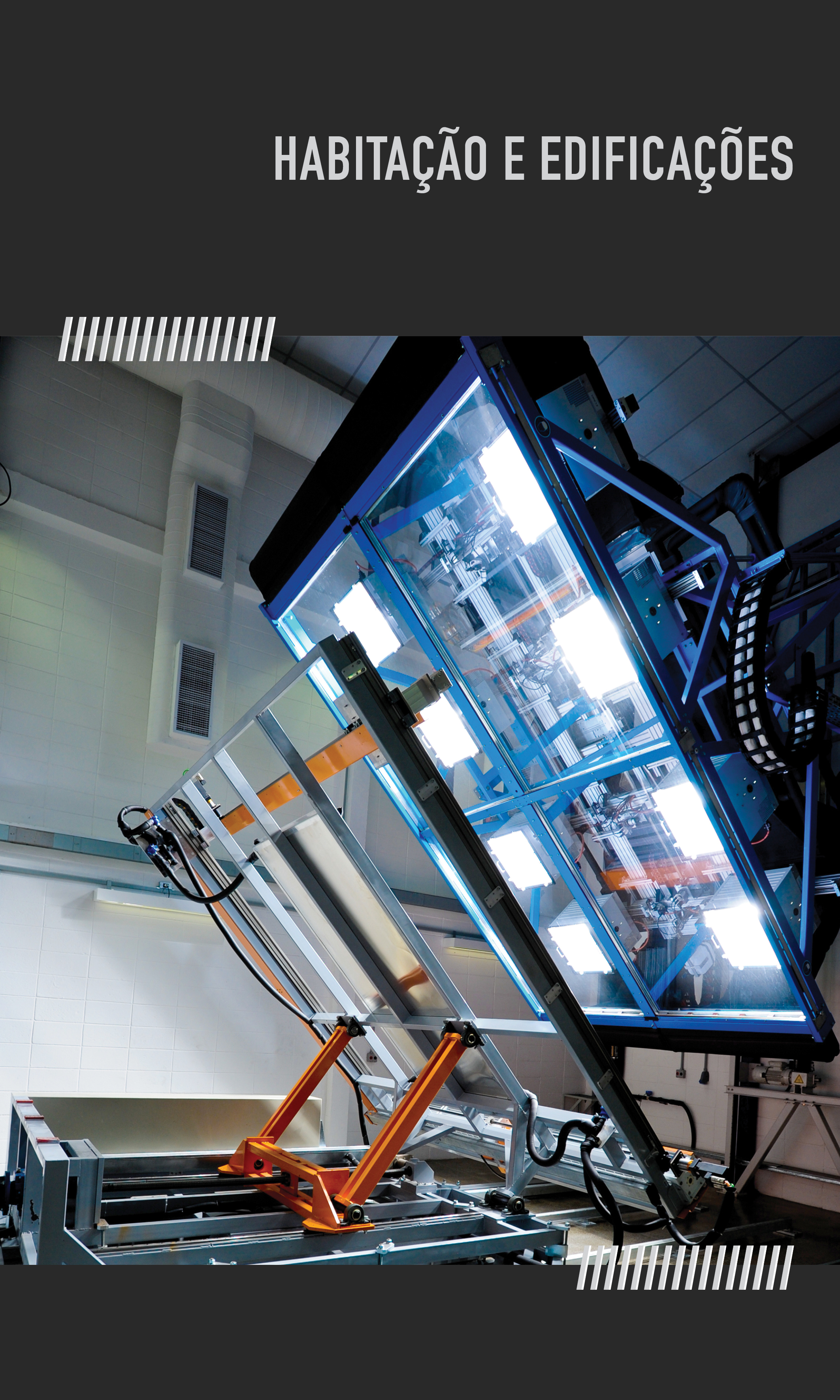
Simulador solar Equipamento utilizado para determinar a eficiência energética de painéis coletores e realização ensaios em sistemas fotovoltaicos para geração de energia elétrica.

As equipes desta área estão capacitadas para atuar ao longo de toda a cadeia produtiva do setor, iniciando desde a fase de elaboração do projeto de edificações, apoiando as indústrias no desenvolvimento e certificação de produtos, atuando junto a construtoras para aprimorar seus processos e até apoiando programas estaduais e federais de fomento à produção de escolas e Habitações de Interesse Social (HIS). Conta com a base laboratorial mais eclética do país tanto para a realização de ensaios de caracterização de propriedades de materiais, passando pela avaliação de desempenho de elementos, componentes e sistemas construtivos e chegando a inspeções in loco. Tem, também, ampla capacitação para realização de simulações computacionais e abordar e incentivar a adoção de produtos de bom desempenho ambiental por meio de análises de ciclo de vida.
Conta com quatro laboratórios:
- Laboratório de Materiais para Construção - LMPC
- Laboratório de Tecnologia e Desempenho de Sistemas Construtivos – LTDC
- Laboratório de Conforto Ambiental, Eficiência Energética e Instalações Prediais – LCAP
- Laboratório de Segurança ao Fogo e a Explosões – LSFEx

### Ensino Tecnológico
As atividades de ensino do IPT têm como objetivo formar profissionais com sólida capacitação para o desenvolvimento e aplicação de metodologias, técnicas e processos, tendo em vista as mudanças tecnológicas e as transformações econômicas e socioambientais que afetam o desenvolvimento nacional.
Busca formar docentes e pesquisadores visando à geração e difusão de conhecimentos vinculados aos complexos científico-tecnológicos, enfatizando a sua interação com a realidade econômica e socioambiental brasileira.
Além de fomentar a pesquisa e a inovação tecnológica e contribuir para agregar competitividade e aumentar a produtividade em empresas, organizações públicas e privadas.
Saiba mais em sapiens.ipt.br